# 羅賓斯空軍基地
羅賓斯空軍基地（英語：Robins Air Force Base）是位於美國喬治亞州休斯敦縣的一個人口普查指定地區。

## 地理
羅賓斯空軍基地的座標為32°38′24″N 83°35′50″W / 32.64000°N 83.59722°W，而該地最高點為海拔高度84米（即276英尺）。

## 人口
根據2010年美國人口普查的數據，羅賓斯空軍基地的面積為91.60平方千米，當中陸地面積為90.80平方千米，而水域面積為0.80平方千米。當地共有人口63723人，而人口密度為每平方千米695人。